# Thanong Bidaya
Thanong Bidaya. Político tailandés nacido en la provincia de Suphanburi. Fue ministro de Finanzas durante el gobierno de Thaksin Shinawatra hasta el golpe de Estado del 19 de septiembre de 2006, que se produjo cuando se encontraba en Singapur en la reunión anual del Fondo Monetario Internacional y el Banco Mundial.
Formado en Administración de Empresas en la Universidad de Assumption, trabajó un tiempo en la sede del Banco Mundial en Washington. Fue ministro de Finanzas en 1997 con el gobierno de Chavalit Yongchaiyudh y después, en el mismo cargo, con el de Thaksin Shinawatra hasta el golpe de Estado.